# Барбара Кларк
Барбара Кларк (англ. Barbara Clark, 24 вересня 1958) — канадська плавчиня.
Бронзова медалістка Олімпійських Ігор 1976 року в естафеті 4×100 метрів вільним стилем.